# Pryluky

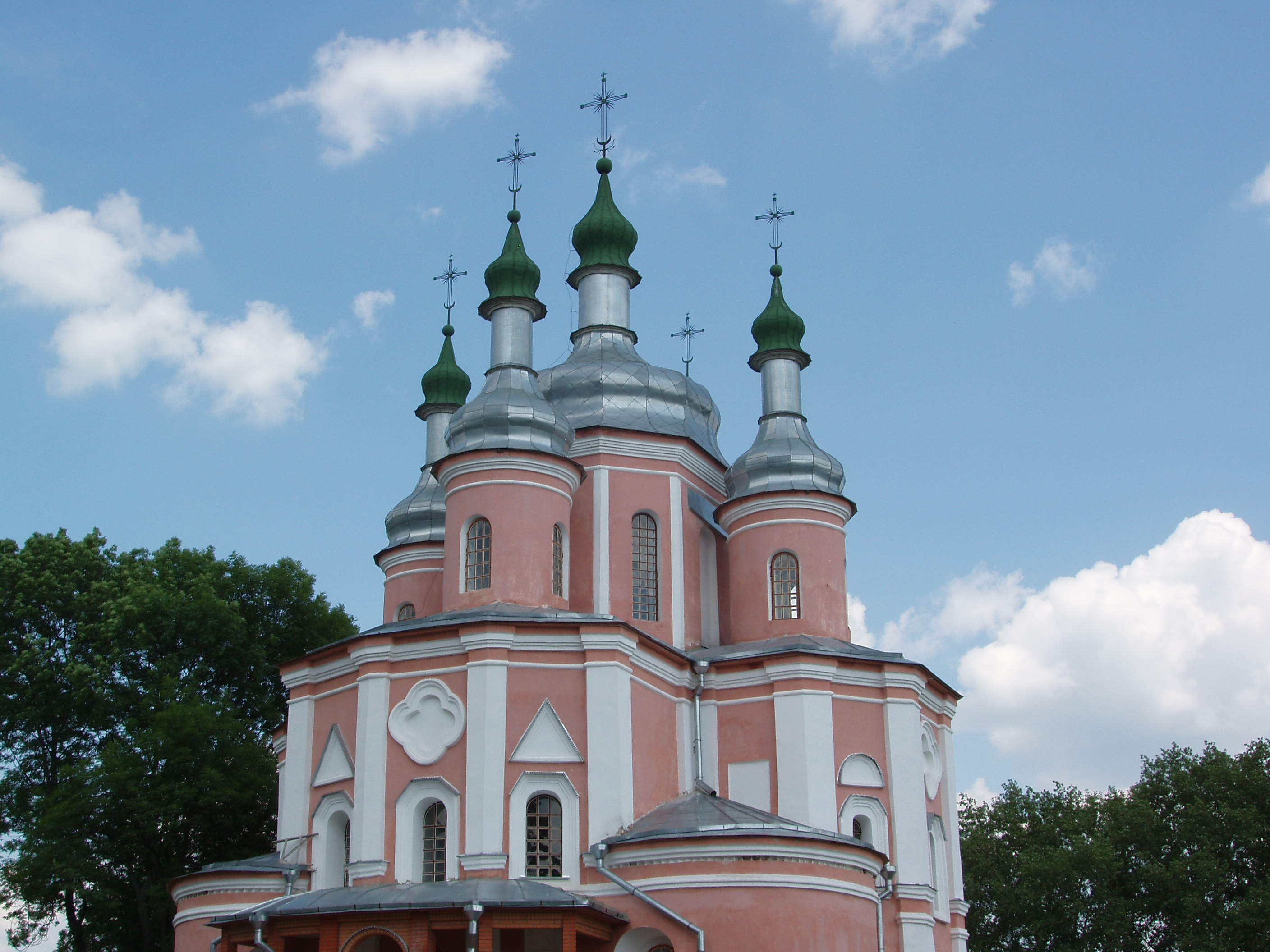
Una iglesia en Pryluky

Pryluky (en ucraniano: Прилу́ки; pronunciación: [prɪˈlukɪ])  o Priluki es una ciudad ubicada en el río Udai en la óblast de Chernígov, en el centro-norte de Ucrania. Sirviendo como el centro administrativo del raión de Pryluky y del municipio (hromada) de Pryluky. Cerca se encuentra la base aérea de Pryluky, una importante base estratégica de bombarderos durante la Guerra Fría, que es el aeródromo más grande de Ucrania. La población en 2020 es de 53 395 habitantes.